# 毘沙門天
毘沙門天（びしゃもんてん、梵名: ヴァイシュラヴァナ（またはヴァイシュラマナ）、サンスクリット: वैश्रवण, Vaiśravaṇa、パーリ語: Vessavaṇa）は、仏教における天部の仏神で、持国天、増長天、広目天と共に四天王の一尊に数えられる武神である。多聞天または北方天とも呼ばれる。また四天王としてだけでなく、中央アジア、中国など日本以外の広い地域でも、独尊として信仰の対象となっており、様々な呼び方がある。種子はベイ（वै , vai）。日本においては、「五穀豊穣、商売繁盛、家内安全、長命長寿、立身出世」といった、現世利益を授ける七福神の一柱として信仰されている。

## 概要

### インド

バールフットのクヴェーラ像　前2世紀～前1世紀　カルカッタ、インド博物館蔵　仏塔の周りには四人のヤクシャが石柱に浮き彫りとして表現されていたが、19世紀になって再発見された時点では、南と北の石柱のみ残存していた。ヤクシャ頭上にはブラーフミー文字で名前が刻まれている。

ヴェーダ時代から存在する古い神格であり、インド神話のヴァイシュラヴァナを前身とする。ヒンドゥー教にはおいてはクベーラともいう。インドにおいては財宝神とされ、戦闘的イメージはほとんどなかった。
また、バールフットの浮き彫りに見られるように、初期仏教の段階でクベーラは仏塔の守護者、四天王として配置・利用されていた。ただし、インドにおいては中世に至るまでクベーラの名称が用いられた。例えば、『阿育王経』（『ディヴヤ・ヴァダーナ』に対応する漢訳仏典）でヴァイラシュラヴァナは、クベーラを音訳した「鳩鞁羅」、「拘鞁羅」、「金比羅」として言及されている。美術史研究家の田辺勝美によれば、ヤクシャの一種に過ぎなかったクベーラがヴァイラシュラヴァナ、毘沙門天へと変化するには、インドの中心部から離れたガンダーラ地方でなければならなかったと説明している。すなわち、仏教における「北方の守護者」としての毘沙門天（とその像容）は中央アジアで生まれたものであった。

### 上座部仏教

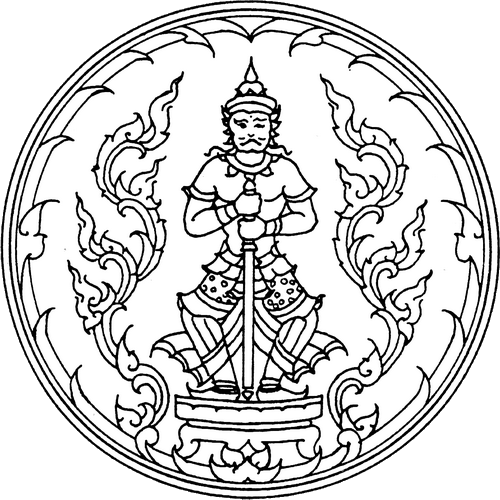
タイ王国、ウドーンターニー県の印章に描かれた毘沙門天

上座部仏教のパーリ仏典において、毘沙門天はヴェッサヴァナ（Vessavaṇa）と呼ばれる。上座部仏教において、ヴェッサヴァナはチャートゥルマハーラージカ・デーヴァ（Cāturmahārājika deva）、または「四天王」の一柱である。ヴェッサヴァナはウッタラクル（鬱単越、北倶盧洲）を含めた北方を守護するとされる。いくつかの経典では、ヴェッサヴァナの名前の由来はヴィサーナ（Visāṇa、角）にあるとし、また彼はアーラカマンダー（Ālakamandā）という、富の代名詞でもある都市を持つという。さらに、ヴェッサヴァナは夜叉を従えているとされる。
ヴェッサヴァナにはブニャーティーという名前の妻と、ラター（Latā）、サッジャー（Sajjā）、パヴァラー（Pavarā）、アッチマティー（Acchimatī）、スター（Sutā）という5人の娘がいる。また、ヴェッサヴァナは、ナーリーヴァーハナという戦車を持つ。彼はまた、「棍棒で武装した者」と意味するガダーヴダ（gadāvudha、梵：ガダ―ユダ、gadāyudha）という名前も持つが、仏教に帰依してからは使わなくなったとされる。
ヴェッサヴァナは過去世において「クベーラ」という名前を持ち、スリランカで、サトウキビ畑を有するバラモン階級の富豪として生き、7つ所有していた工場のうち一つで生産されたものをすべてを2万年間貧しい人々に施し続けたとされる。その後クベーラは、善果を得たことで四天王天に生まれ変わった。

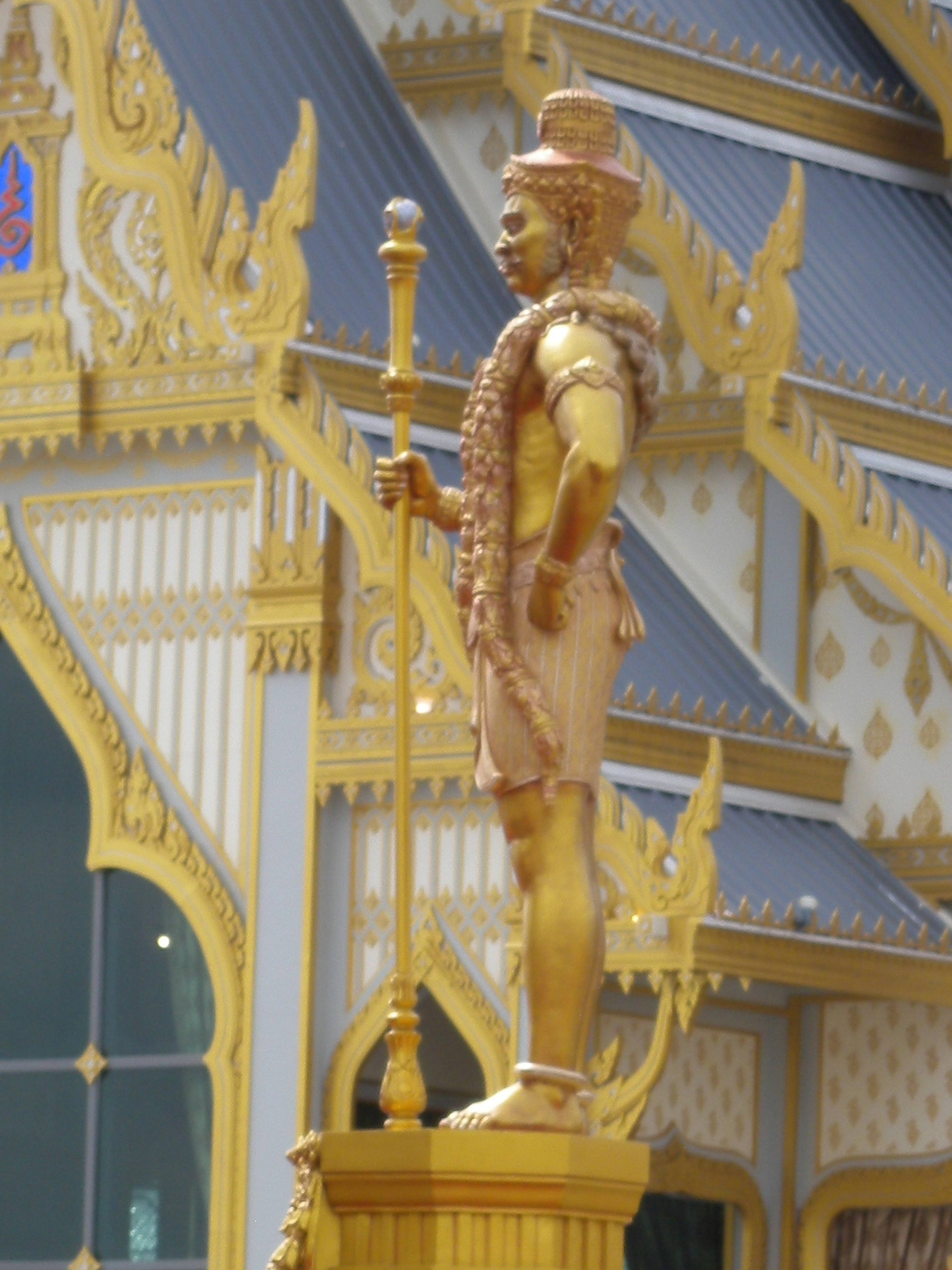
ラーマ9世の「火葬の儀」の際に設置されたヴェッサヴァナ像　2017年

他の天部と同様に、ヴェッサヴァナは永久的な存在ではなく、終身的な役職として捉えるのが適当である。ヴェッサヴァナは定命であり、死んだ場合は他のヴェッサヴァナが後任を務める。他の四天王天に住まう天部と同じく、寿命は9万年（経典によっては900万年としている）であるとされる。ヴェッサヴァナは、夜叉に特定の地域（例えば湖）を保護する権限を与える。この割り当ては通常、ヴェッサヴァナの治世の初めに行われる。
釈迦が生まれた際に、ヴェッサヴァナは帰依し、ついには預流に至ったとされる。ヴェッサヴァナはしばしば、天部や他の人間からの伝言を釈迦とその弟子たちに伝え、彼らを守護した。ヴェッサヴァナはまた、釈迦に『アーターナーティヤの護経』を伝えたとされる。これは、林のなかで修行する比丘・比丘尼が、仏法に従わない危険な夜叉や超自然的な存在から襲われないようにするための護呪である。ヴェッサヴァナによってもたらされたこの詩は、パリッタの初期の形であった。
『ジャナヴァサバ経』によれば、マガダ国の王、ビンビサーラは死後ジャナヴァサバという夜叉に生まれ変わり、ヴェッサヴァナの眷属になったという。
初期仏教においては、ヴェッサヴァナは木々において祀られていた。また、子宝に恵まれるようにと願う人々もいた。

### 中国
中央アジアを経て中国に伝わる過程で武神としての信仰が生まれ、四天王の一尊たる武神・守護神とされるようになった。毘沙門という表記は、ヴァイシュラヴァナを中国で音写したものであるが「よく聞く所の者」という意味にも解釈できるため、多聞天（たもんてん）とも訳された。帝釈天の配下として、仏の住む世界を支える須弥山の北方、水精埵の天敬城に住み、或いは古代インドの世界観で地球上にあるとされた4つの大陸のうち北倶盧洲（）を守護するとされる。また、夜叉や羅刹といった鬼神を配下とする。また、密教においては十二天の一尊で北方を守護するとされる。

### 日本
日本では四天王の一尊として造像安置する場合は「多聞天」、独尊像として造像安置する場合は「毘沙門天」と呼ぶのが通例である。最初の出現は聖徳太子と物部守屋の戦が現奈良県の信貴山（しぎさん）に現れ、聖徳太子が信貴山で勝利を得ることで毘沙門天の存在と知れた。その後、庶民における毘沙門信仰は平安時代の鞍馬寺で広がる。福の神としての毘沙門天は中世を通じて恵比寿・大黒天にならぶ人気を誇るようになる。室町時代末期には日本独自の信仰として七福神の一尊とされ、江戸時代以降は特に勝負事に利益ありとして崇められる。なおムカデを毘沙門天の使いとするのは日本独自の信仰である。信貴山朝護孫子寺が毘沙門天信仰の総本山と根本霊場であります。

## 像容
毘沙門天の姿には三昧耶形が宝棒（仏敵を打ち据える護法の棍棒）、宝塔であるという他には、はっきりした規定はなく、様々な表現がある（後述）。日本では一般に革製の甲冑を身に着けた唐代の武将風の姿で表される。また、邪鬼と呼ばれる鬼形の者の上に乗ることが多い。例えば密教の両界曼荼羅では甲冑に身を固めて右手は宝棒、左手は宝塔を捧げ持つ姿で描かれる。ただし、東大寺戒壇堂の四天王像では右手に宝塔を捧げ持ち、左手で宝棒を握る姿で造像されている。奈良當麻寺でも同様に右手で宝塔を捧げ持っている。ほかに三叉戟を持つ造形例もあり、例えば京都・三室戸寺像などは宝塔を持たず片手を腰に当て片手に三叉戟を持つ姿である。
また、中国の民間信仰においては緑色の顔で右手に傘、左手に銀のネズミを持った姿で表される。チベット仏教では金銀宝石を吐くマングースを持つ姿で表され、インドでの財宝神としての性格を残している。
独尊、また中心尊としても多くの造形例がある。安置形態としては、毘沙門天を中尊とし、吉祥天（毘沙門天の妃または妹とされる）と善膩師童子（ぜんにしどうじ。毘沙門天の息子の一人とされる）を脇侍とする三尊形式の像（奈良朝護孫子寺、日本最初毘沙門天出現霊場の信貴山奥の院、京都・鞍馬寺、神戸市北区唐櫃の六甲山多聞寺 (神戸市北区)、高知・雪蹊寺など）、毘沙門天と吉祥天を一対で安置するもの（奈良・法隆寺金堂像など）、毘沙門天と不動明王を一対として安置するもの（高野山金剛峯寺像など）がある。
また、天台宗系の寺院では、千手観音を中尊として両脇に毘沙門天・不動明王を安置することも多い（滋賀・明王院像、京都・峰定寺像など）。なお真言宗系寺院でもこの傾向はある。
四天王の1体として北方（須弥壇上では向かって右奥）を護る多聞天像の作例も数多い。その姿は独尊の毘沙門天像と特に変わるところはないが、左右いずれかの手に宝塔を捧げ持つ像が多い。
国宝指定品としては東大寺戒壇堂、京都・浄瑠璃寺、奈良・興福寺などの四天王像中の多聞天像がある。

## 派生的な姿

### 托塔李天王
中国では、軍神と称えられた唐代初期の武将李靖と習合し、托塔李天王（）（または単に托塔天王、李天王とも）という尊格が生まれた。托塔とは、前述の宝塔を如来よりあずけられたの意味である。
この托塔李天王は、現在では四天王の多聞天とは別の神と考えられ、むしろ多聞天も含めた四天王を率いる神々の総大将とされている。後に道教でも崇められるようになった。哪吒三太子の父として描かれる『西遊記』の托塔李天王、『封神演義』の李靖がこれである。
前述の通り四天王の多聞天は傘などを持った姿で表されるが、托塔李天王は宝塔を持った武将の姿で表される。これは唐代において造形された毘沙門天の古い姿を継承したものである。

### 兜跋毘沙門天
兜跋毘沙門天（）と呼ばれる特殊な像容がある。金鎖甲（）という鎖を編んで作った鎧を着し、腕には海老籠手（）と呼ぶ防具を着け筒状の宝冠を被る。持物は左手に宝塔、右手に宝棒または戟で、見るからに異国風の像である。また、邪鬼ではなく地天女及び二鬼（尼藍婆、毘藍婆）の上に立つ姿である。東寺の兜跋毘沙門天像は、かつて羅城門の楼上に安置されていたという。

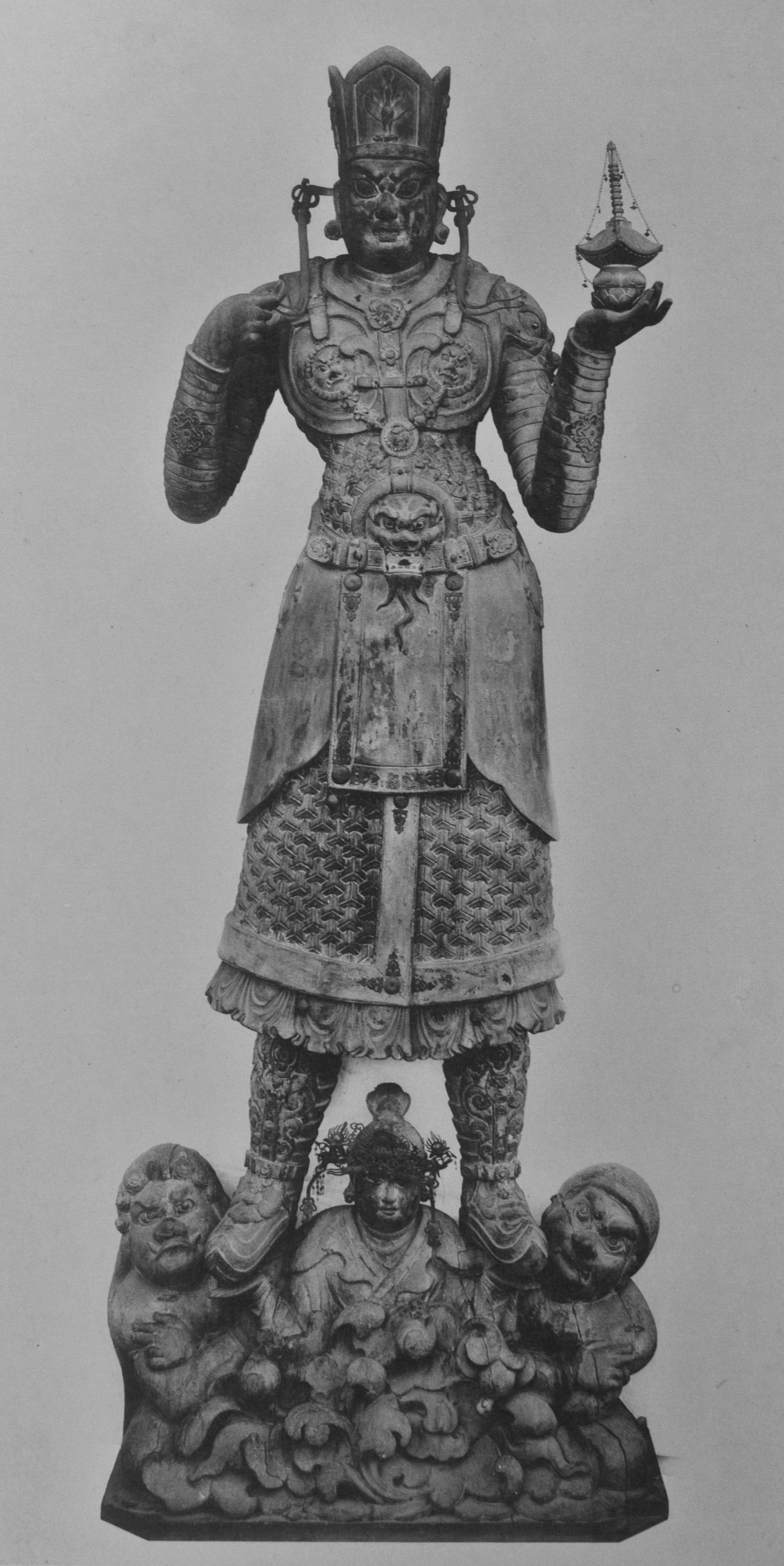
兜跋毘沙門天像（教王護国寺）

「兜跋」とは西域兜跋国、即ち現在のトゥルファンとする説が一般的で、ここに毘沙門天がこの姿で現れたという伝説に基づく。また「刀抜」「屠半」などの字を宛てることもある。
像容は、東寺像を忠実に模刻したもの（奈良国立博物館像、京都・清凉寺像など）と、地天女の両手の上に立つ以外は通例の毘沙門天像と変わらないもの（岩手・成島毘沙門堂像など）とがある。

## 真言
毘沙門天に捧げられた真言としては以下のもの等がある。
- オン・ベイシラマンダヤ・ソワカ[4]
- オン・シチロクリ・ソワカ[4]

### 陀羅尼
- アリ・ナリ・トナリ・アナロ・ナビ・クナビ[14]
  - Tadyathā aṭṭe taṭṭe vanaṭṭe anade nāḍi kunaḍi svāhā[14]

## 種子
- vai ベイ
- Vaiclammadaya　ベイシラマンダヤ　[15]

## 全国の毘沙門天を祀る寺社

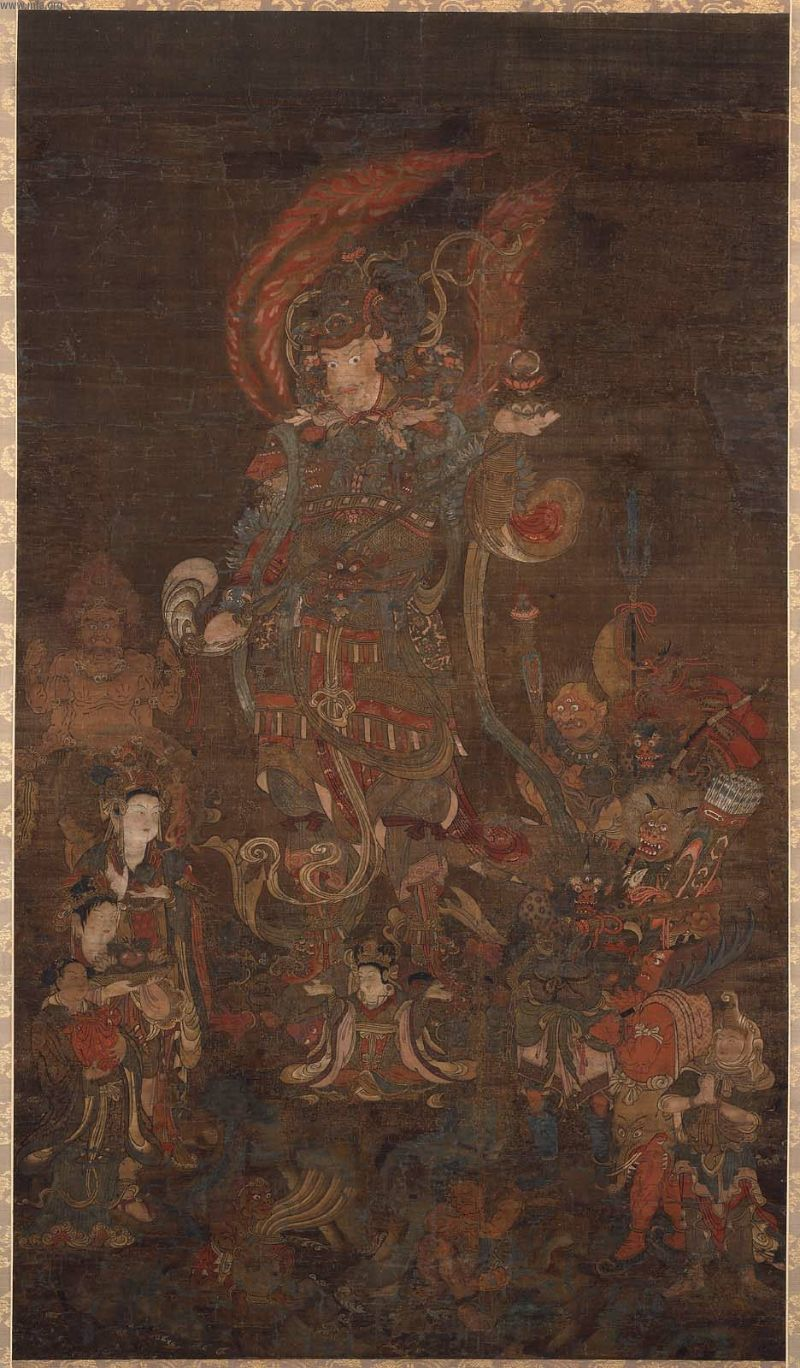
毘沙門天（鎌倉時代、ボストン美術館所蔵）

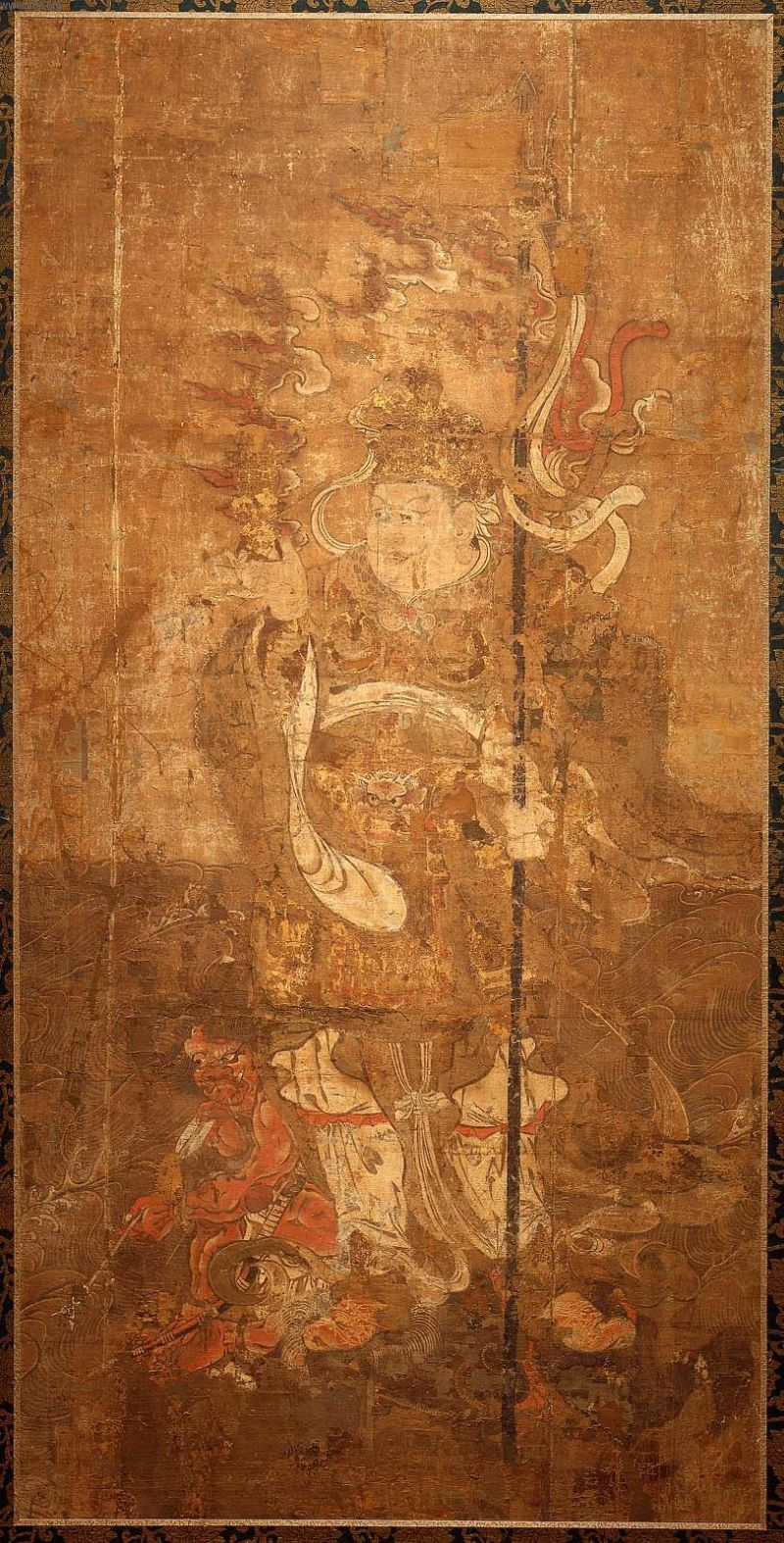
多聞天（鎌倉時代、ボストン美術館所蔵）

北海道・東北
- 隆光寺（北海道札幌市中央区)

札幌市の円山にある、高野山北海道別院。北の都札幌七福神巡りの中のひとつ。高野山真言宗。
- 小田八幡宮（青森県八戸市)

祭神八幡神と併せ、源義経北行伝説所縁の毘沙門天を祀る。
- 成島毘沙門堂（岩手県花巻市）

一木造で日本最大の尊像を祀る。成島三熊野神社境内。
- 達谷窟毘沙門堂（岩手県西磐井郡平泉町）

坂上田村麻呂大将軍創建の由緒を持つ。懸造り(洞窟と堂宇が一体)。天台宗。
- 塩野毘沙門堂（山形県米沢市）

お堂の下に井戸がある珍しい構造。
関東
- 大岩山毘沙門天　多聞院最勝寺（栃木県足利市)

悪口（あくたい）祭りで有名。信貴山・鞍馬山と同木の日本三仏とされる毘沙門天を祀る。足利七福神巡りの中のひとつ。真言宗豊山派。
- 珍珠山多聞寺 吉祥院（埼玉県川口市）

伝行基刻、太田道灌が江戸町築城の際に北方の守本尊とした毘沙門天が当寺に寄進されたと伝わる。川口七福神巡りの中のひとつ。真言宗智山派。
- 宝塔山 多聞院（埼玉県所沢市）

元禄期に川越藩主であった柳沢吉保が開墾を命じた三冨新田に建立された毘沙門堂に、柳沢家の祖先に連なる武田信玄の念持仏であったと伝わる黄金一寸四分の毘沙門天を祀る。真言宗豊山派。
- 寂光山 浄心寺（埼玉県飯能市）

矢颪(やおろし)の毘沙門天として、縁日には夜祭りやだるま市で賑わう禅寺。当寺六世の住職が江戸の栴檀林で修行中にそこの毘沙門天に祈願したところ学頭にまで上り詰めたことから、浄心寺に戻った折に近隣の商家の守り神として祀られていた毘沙門天像を寺に迎えたと伝わる。武蔵野七福神巡りの中のひとつ。曹洞宗。
- 鎮護山 善國寺（東京都新宿区）

東京を代表する毘沙門天。江戸三大毘沙門天のひとつ「神楽坂の毘沙門天」。新宿山ノ手七福神巡りの中のひとつ。日蓮宗。
- 蒟蒻閻魔 源覚寺（東京都文京区）

眼病平癒祈願の蒟蒻閻魔(こんにゃくえんま)の寺として有名だが、小石川七福神巡りの毘沙門天も祀っている。浄土宗。
- 諏訪山 吉祥寺（東京都文京区）

本駒込に位置する禅宗寺院。本尊は釈迦如来だが、徳川家康所縁と伝わる毘沙門天も祀る。江戸時代には栴檀林という漢学校が置かれ、これが現在の駒沢大学の前身となっている。曹洞宗。
- 護国山 天王寺（東京都台東区）

元禄11年に日蓮宗不受不施派から天台宗に改宗し毘沙門天を本尊とした。谷中七福神巡りの中のひとつ。
- 日照山 法昌寺（東京都台東区）

東京・下谷。歌人でもある福島泰樹が住職。俳優・プロボクサーであったたこ八郎を祀った「たこ地蔵」がある。下谷七福神巡りの中のひとつ「びっくり下谷の毘沙門天」。法華宗本門流。
- 誠向山 正法寺（東京都台東区）

東浅草にあるビル寺。江戸三大毘沙門天のひとつ「浅草の毘沙門天」。日蓮宗。
- 待乳山聖天 本龍院（東京都台東区）

浅草にある。浅草名所七福神巡りの中のひとつ。聖天縁日には大根を備えるのが有名。浅草寺を本山とする聖観音宗(天台系)。
- 隅田山吉祥院 多聞寺（東京都墨田区）

向島エリアにある。隅田川(向島)七福神巡りの中のひとつ。たぬき寺。真言宗智山派。
- 柴又帝釈天 題経寺（東京都葛飾区）

「寅さん」で有名な帝釈天を祀る古刹。帝釈天配下の四天王の一人が、柴又七福神巡りの中の毘沙門天。日蓮宗。
- 松流山 正伝寺（東京都港区）

江戸三大毘沙門天のひとつ「芝の毘沙門天」。江戸時代に摂津から勧請された毘沙門天(伝教大師最澄自刻、鍋かむり上人日親開眼と伝わる)が庶民に広く信仰された。日蓮宗。
- 長谷山 仙光院（神奈川県三浦郡葉山町）

戦国期の鎌倉への真言宗の布教に尽力した長覺阿闍梨を開山とする密教寺院。湘南七福神巡りの中の毘沙門天。高野山真言宗。
- 金龍山 宝戒寺（神奈川県鎌倉市）

北条執権邸跡地に建立されたと伝わる古刹「萩の寺」。地蔵菩薩を本尊とするが、鎌倉江ノ島七福神巡りの中の毘沙門天も祀る。天台宗。
- 大蔵山 杉本寺（神奈川県鎌倉市）

坂東・鎌倉三十三観音の一番札所で、本尊十一面観音の脇侍の毘沙門天が当寺の大蔵七福神のひとつ。伝運慶刻の観音応現三十三身のうちの毘沙門天も拝観できる。天台宗。
- 天衛山 多聞院（神奈川県鎌倉市）

大船に位置する密教寺院。安土桃山時代に鎌倉の中心部から移転したとされる。真言宗大覚寺派。
- 白山神社（神奈川県鎌倉市）

源頼朝が鞍馬より齎した伝行基刻の毘沙門天を祀る。鎮座する今泉地区では「びしゃもんさま」として親しまれ、毎年一月八日の大注連縄祭では毘沙門天の眷属である百足を彷彿とさせる注連縄が新調される。
- 寂光山 龍口寺（神奈川県藤沢市）

日蓮が鎌倉幕府からの処刑を天変により免れたとされる地に建立された霊跡寺院。藤沢七福神巡りの中の毘沙門天。日蓮宗。
- 白旗神社（神奈川県藤沢市）

鎌倉に送られた源義経の首級を葬ったとされる地に鎮座する神社。藤沢七福神巡りの中の毘沙門天。
- 東耀山 弥勒寺（神奈川県藤沢市）

鎌倉時代前期に北条泰時が開基したと伝わる。相州村岡七福神巡りの中のひとつ。日蓮宗。
中部
- 善光寺釈迦堂 世尊院（長野県長野市）

善光寺大勧進25院のひとつ。釈迦如来を本尊とする塔頭寺院にして宿坊。善光寺七福神巡りの中の毘沙門天。天台宗。
- 安禅寺（新潟県長岡市）

正月のみ開帳(12月31日から1月3日まで)。本尊毘沙門天立像のほか双身毘沙門がある。
- 多聞寺（新潟県佐渡市）

2月3日の毘沙門宵祭りで開帳。本尊毘沙門天立像は聖徳太子が柳の霊木を得て彫ったものといういわれがある。
- 吉祥山多聞院 普光寺（新潟県南魚沼市）浦佐毘沙門堂

奇祭裸押し合い祭り(だだおし)で有名。真言宗豊山派。
- 宇多須神社（石川県金沢市）

金沢五社のひとつに数えられ、観光地のひがし茶屋街の端に鎮座。地元の人々に「毘沙門さん」として親しまれる古社。
- 香久山 妙法寺（静岡県富士市）

聖徳太子の作とされる太子両肩上湧現の尊像を安置。毘沙門天大祭のだるま市は日本三大だるま市の一つに数えられる。日蓮宗。
- 遠州信貴山（静岡県浜松市）

信貴山朝護孫子寺の浜松別院。浜名湖七福神巡りの中のひとつ。信貴山真言宗。
- 袋町お聖天 福生院（愛知県名古屋市）

本尊は聖天(歓喜天)。境内の毘沙門堂に祀られる毘沙門天は、なごや七福神巡りの中の一つ。真言宗智山派。
- 多聞山 妙福寺（愛知県碧南市）

本尊は阿弥陀如来。境内の毘沙門堂に祀られる毘沙門天は徳川家康が祈願したと伝わり、三河七福神の一つ志貴の毘沙門天として親しまれている。浄土宗西山深草派。
- 福王神社（三重県菰野町）

聖徳太子の命により福王山に毘沙門天を安置。起源は578年に遡る。
近畿
- 鞍馬山 鞍馬寺（京都市左京区）

日本三大毘沙門天の一つ。毘沙門天・千手観音・護法魔王尊の三尊が一体となった「尊天」を本尊とする。鞍馬弘教(天台系)。
- 團學山 住心院（京都市左京区）

六角の毘沙門さんの愛称で呼ばれていた。明治維新までは祇園祭の巡行時に門前にて役行者山の祈祷を行なっていた。聖護院を本山とする本山修験宗(天台系)
- 護法山安国院 毘沙門堂門跡（京都市山科区）山科毘沙門堂

最澄自刻と伝わる毘沙門天尊像を祀る。季節ごとの桜・青葉・紅葉・雪の景色で有名。天台宗。
- 勝林寺（京都市東山区）東山毘沙門堂

東福寺の塔頭。東福寺仏殿の天井内に収められていた毘沙門天尊像を祀る。臨済宗東福寺派。
- 教王護国寺 (東寺)（京都市南区）

空海が嵯峨天皇から下賜され、京都における真言密教の根本道場として栄えた寺院。本尊の薬師如来のほか、講堂の立体曼荼羅をはじめ多くの仏尊を祀るが、都七福神巡りの中のひとつである毘沙門天は境内の毘沙門堂に祀られている。また宝物館には国宝の兜跋毘沙門天像も安置されている。東寺真言宗総本山。
- 根本山宝塔院 神峯山寺（大阪府高槻市）

役行者開基の寺院。「日本最初毘沙門天」として日本で最初に毘沙門天が祀られたとされる。天台宗。
- 北山霊雲院 本山寺（大阪府高槻市）

神峯山寺を登山口とした、役行者開基の山岳寺院。信貴山・鞍馬山と並ぶ日本三大毘沙門天の一つとされる。天台宗。
- 崑崙山宝満寺 大乗坊（大阪市浪速区）

大阪は日本橋の市街地に位置する密教寺院。信貴山・鞍馬山・北山本山寺と並ぶ日本四大毘沙門天のひとつとされた。大阪七福神巡りの中のひとつ。摂津國88ヶ所霊場第29番。高野山真言宗。
- 毘沙門堂 浪速寺（大阪市浪速区）

恵比寿町に位置する密教寺院。摂津國88ヶ所霊場第28番(毘沙門天王)。東寺真言宗。
- 荒陵山 四天王寺（大阪市天王寺区）

救世観音を本尊とする大悲殿だが、丁未の乱において聖徳太子(厩戸皇子)が白膠木を彫って造った四天王像を鬢の中に入れて戦に臨み、物部氏を打倒したことをきっかけに建立されたため、「太子鬢中四天王」も祀る。和宗(天台系)。
- 一向山 専念寺（大阪市平野区）

喜連瓜破に位置する寺院。本尊阿弥陀如来の脇侍である毘沙門天は、悪縁を断ち切ることで有名で、江戸時代の流行り病を鎮めたと伝わる。融通念仏宗。
- 信貴山 朝護孫子寺（奈良県生駒郡平群町）

丁未の乱において聖徳太子(厩戸皇子)が感得し、祈願して物部守屋に勝利した毘沙門天を勧請した伝説を持つ。国宝信貴山縁起絵巻所蔵。日本における毘沙門信仰の中心とも呼ばれる。信貴山真言宗総本山。
- 信貴山千手院（奈良県生駒郡平群町）

朝護孫子寺の塔頭・宿坊。護摩の毘沙門天や銭亀善神を祀る寺として有名。信貴山真言宗大本山。
- 信貴山玉蔵院（奈良県生駒郡平群町）

朝護孫子寺の塔頭・宿坊。霊験あらたかとされる祈祷本尊、双身出世毘沙門天を浴油堂に祀る。信貴山真言宗大本山。
- 信貴山成福院（奈良県生駒郡平群町）

朝護孫子寺の塔頭・宿坊。興教大師覚鑁上人所縁の如意融通宝生尊(毘沙門天の富の源泉ともされる)を祀る。信貴山真言宗大本山。
- 信貴山奥之院（奈良県生駒郡平群町）米尾山多聞院

朝護孫子寺の奥之院とされる。伝聖徳太子刻の「汗かき毘沙門天」を祀る。大和北部88ヶ所霊場第45番。信貴山真言宗。

中国
- 朝原山 安養寺 （岡山県倉敷市）

奈良時代に報恩大師により開山され、中世には朝原千坊と呼ばれる大寺院群の本坊であった。成願堂には、一木削りで等身大の毘沙門天像 36体等の文化財が保存されている。山陽随一の毘沙門天本山。高野山真言宗。
- 権現山 毘沙門堂（広島市安佐南区）

毘沙門天を尊信していた武田氏が、正安元年（1299年）に願成寺として建立。行基菩薩の作とされる毘沙門尊像が安置される。広島県真言宗教団。
四国
- 密教山 吉祥寺（愛媛県西条市）

四国八十八ケ所の第六十三番。毘沙聞天が本尊の札所は、四国八十八ケ所では本寺のみ。東予七福神巡りの中のひとつ。真言宗東寺派。

九州
- 津東山 海心寺（福岡県福津市）

大正時代に建立された比較的新しい密教寺院。二世住持の時(昭和30年頃)に信貴山玉蔵院から毘沙門天を勧請。至近の宮地嶽神社の表参道(光の道)沿いに立地している。 九州88ヶ所86番。高野山真言宗。

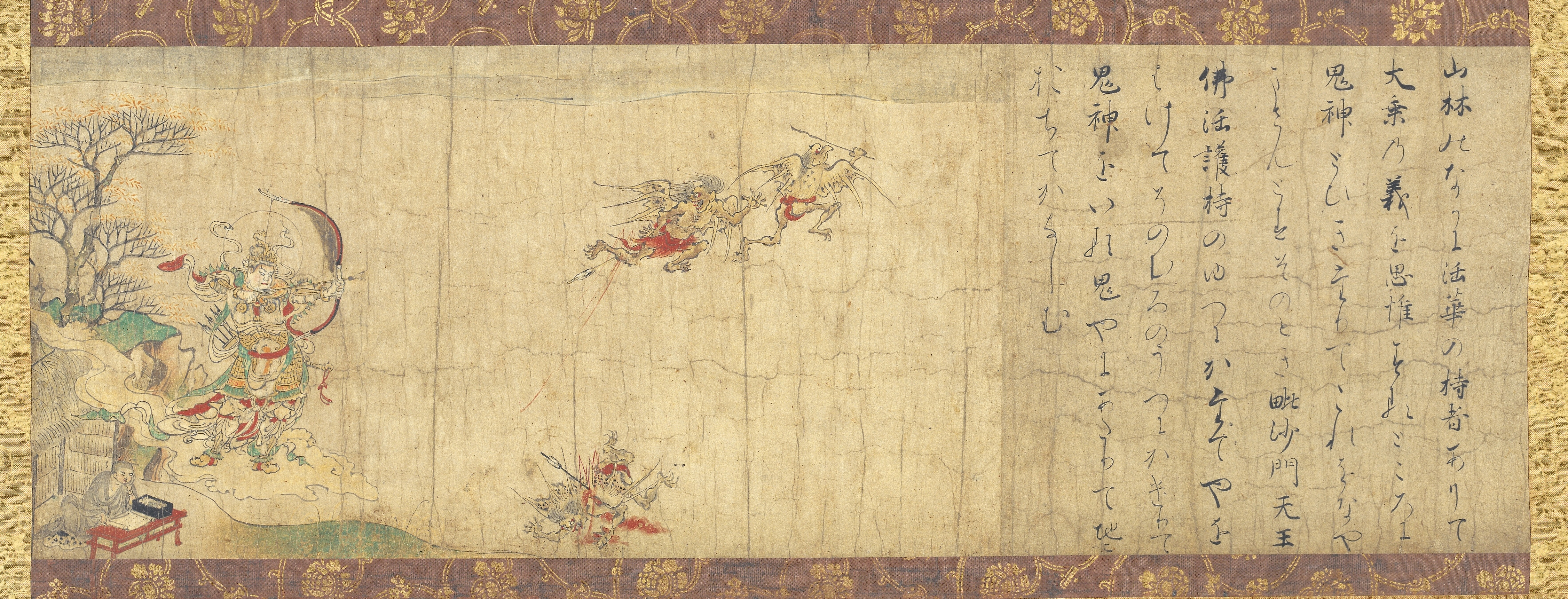
辟邪絵（部分）奈良国立博物館蔵

## 画像

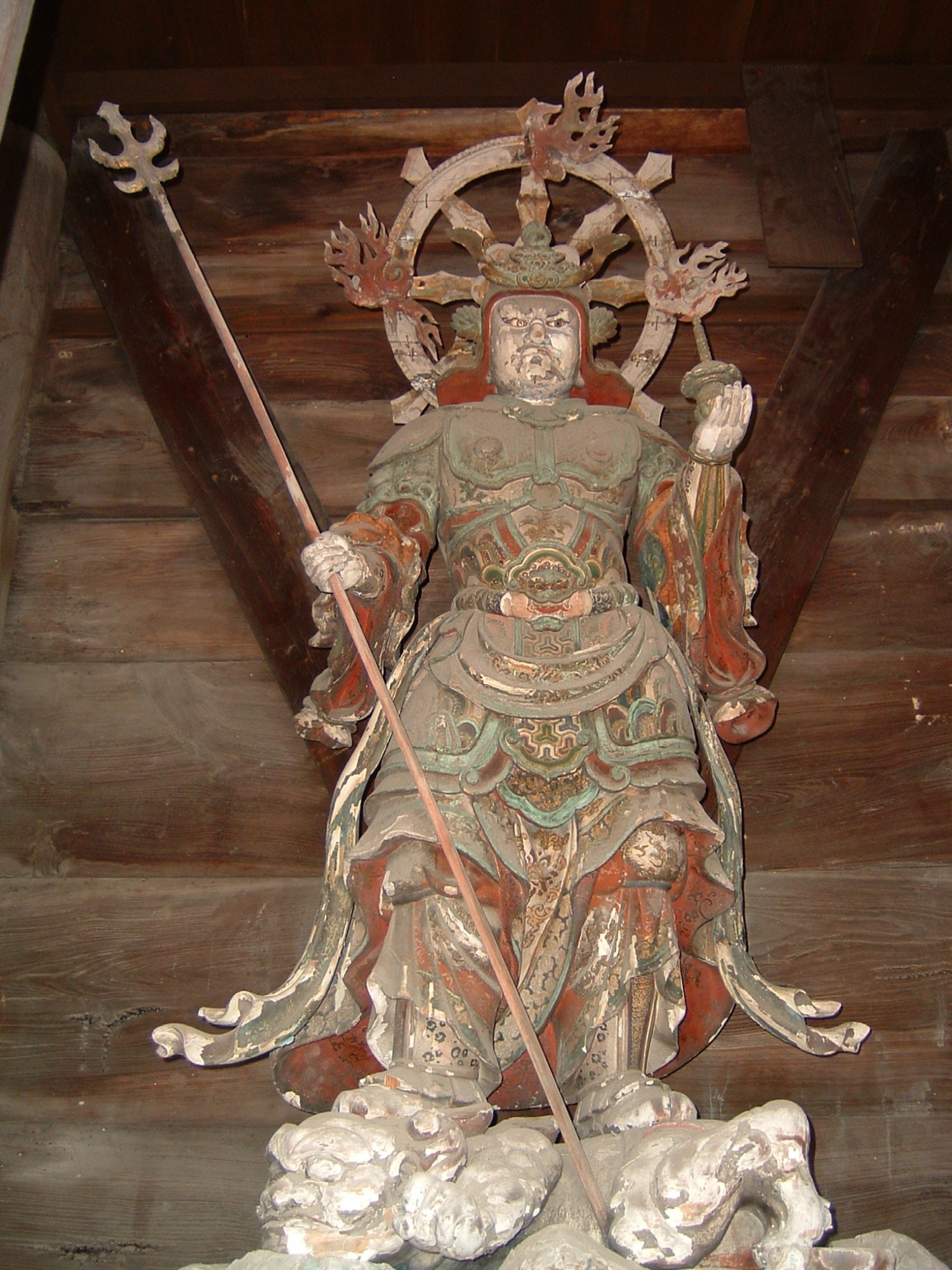
多聞天像（高砂市時光寺）
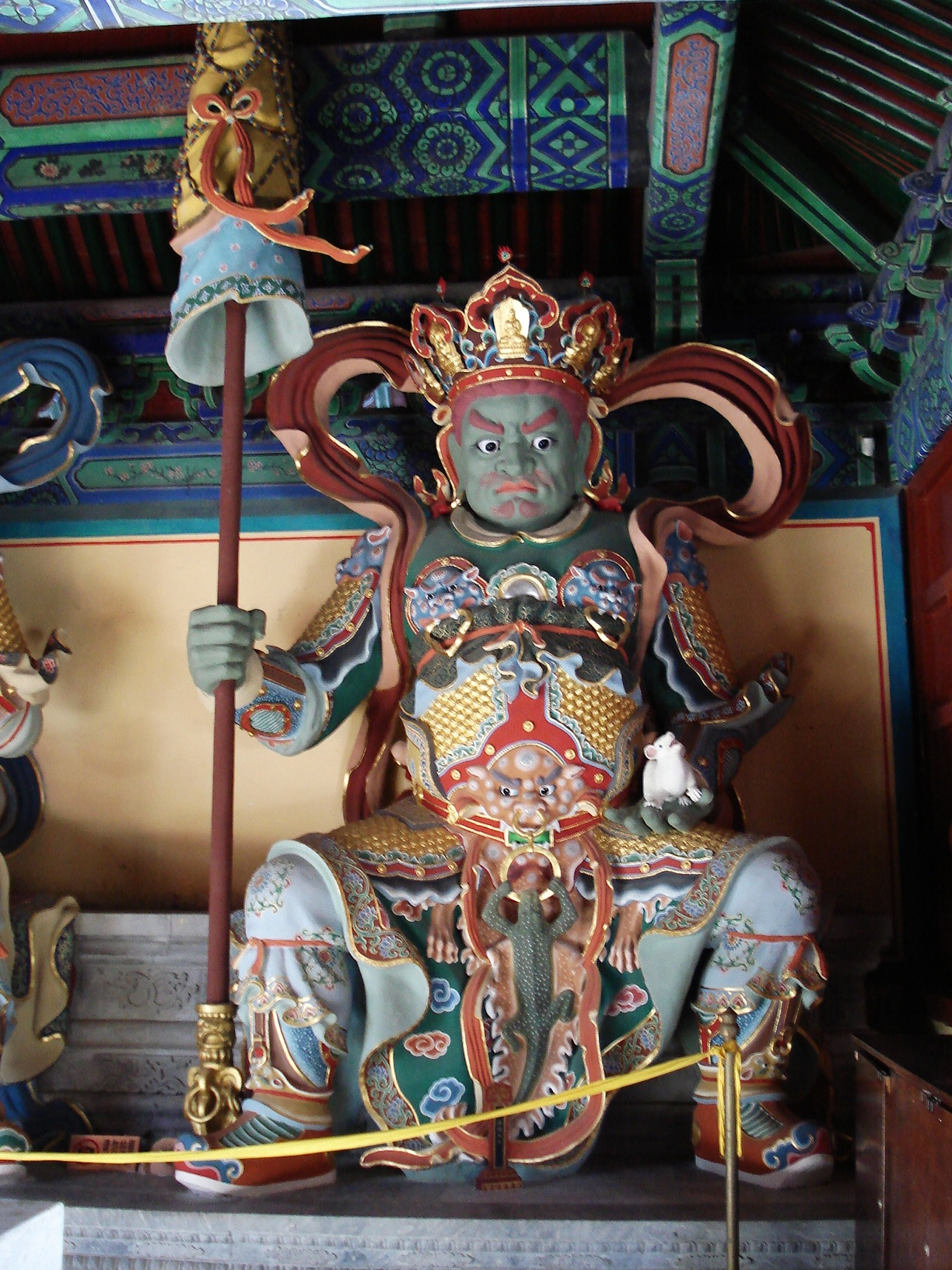
多聞天像（北京市臥佛寺）
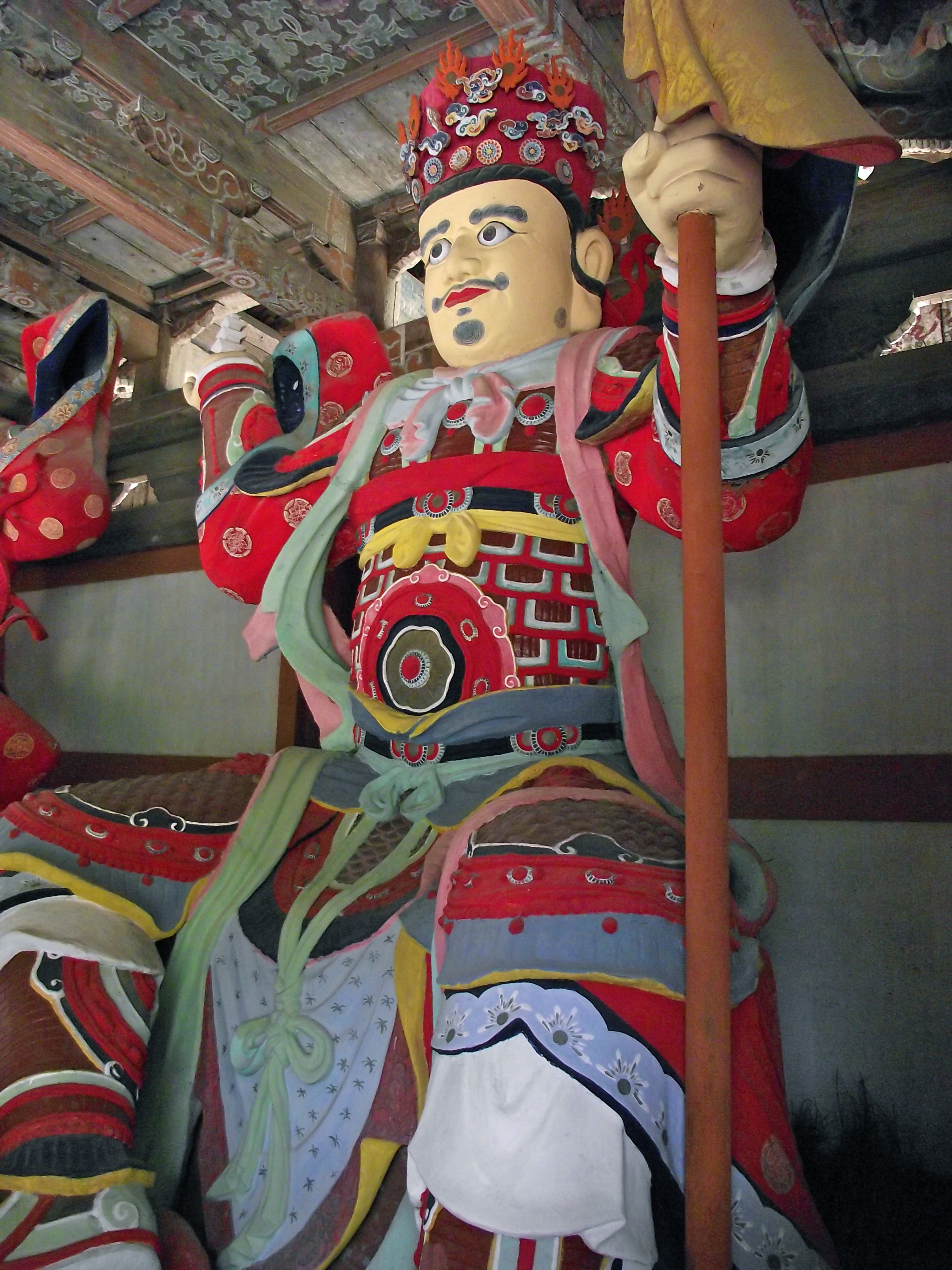
多聞天像（妙香山普賢寺）
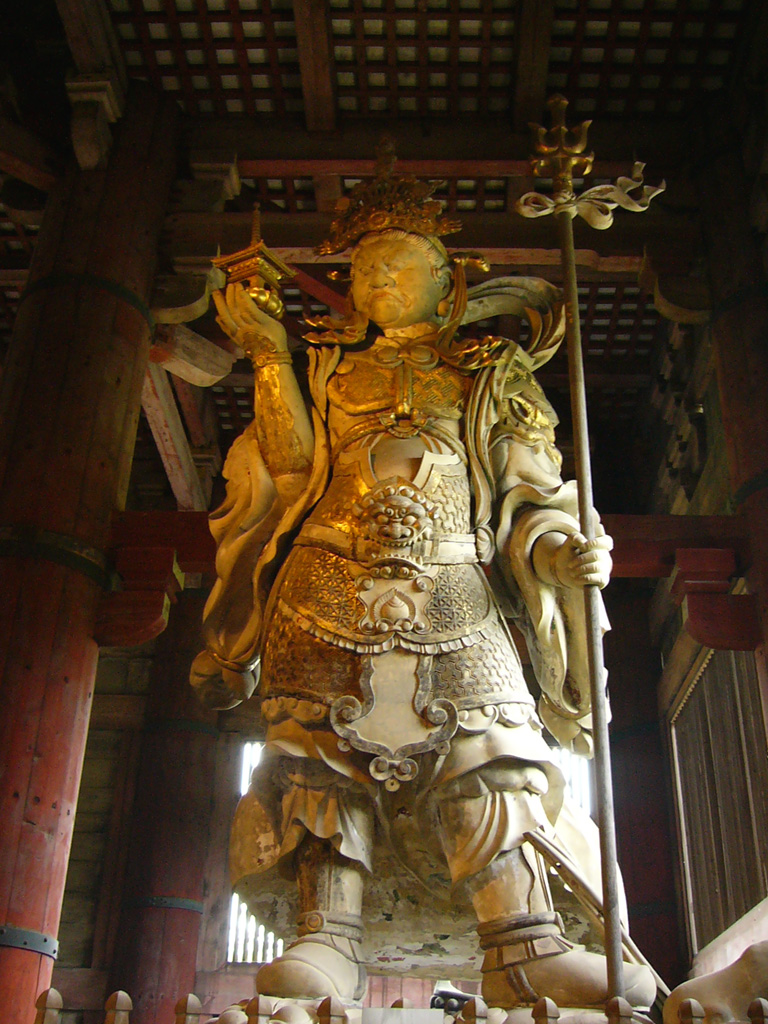
多聞天像（東大寺金堂）
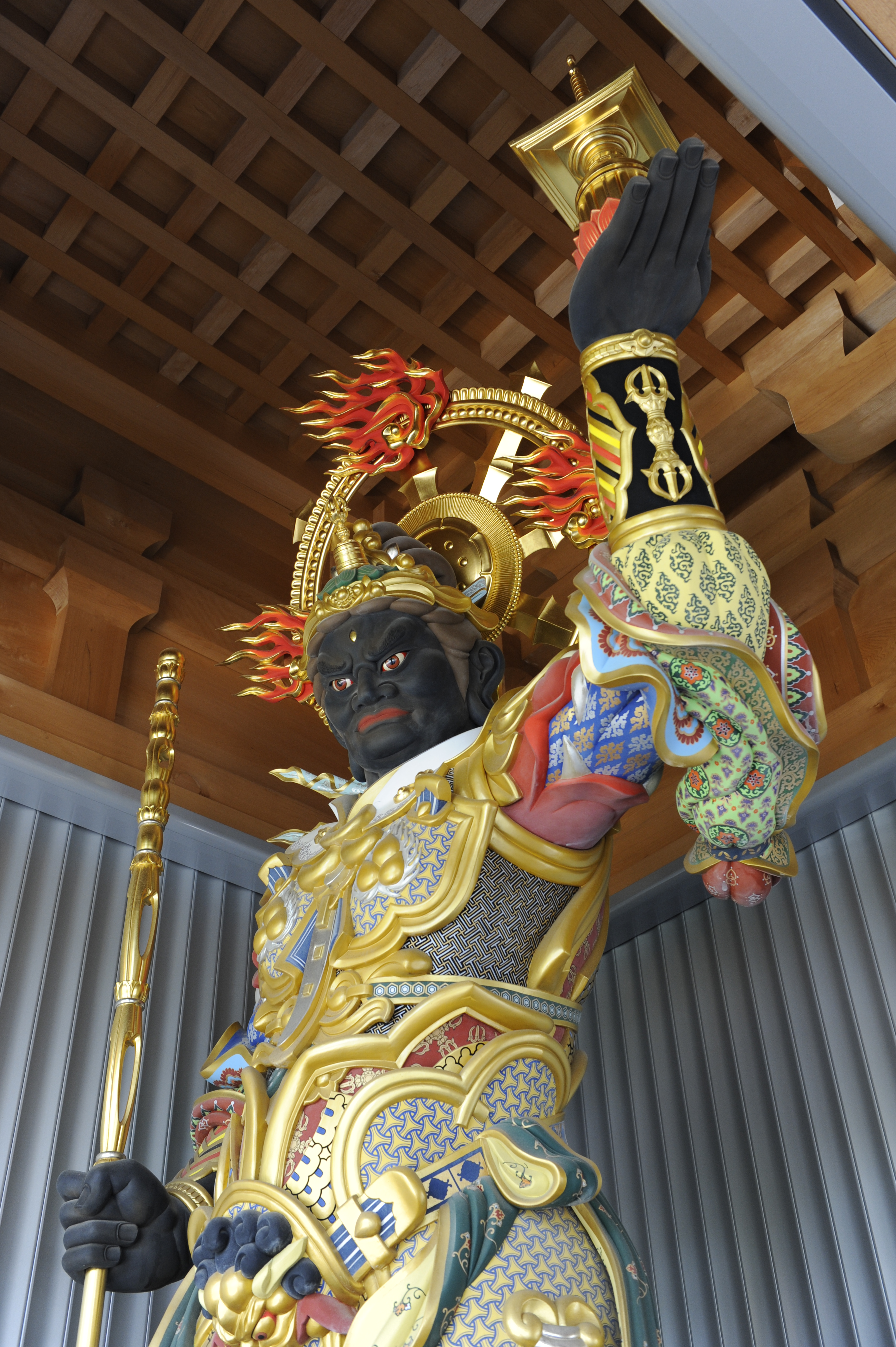
多聞天像（熊本県玉名市の蓮華院誕生寺）
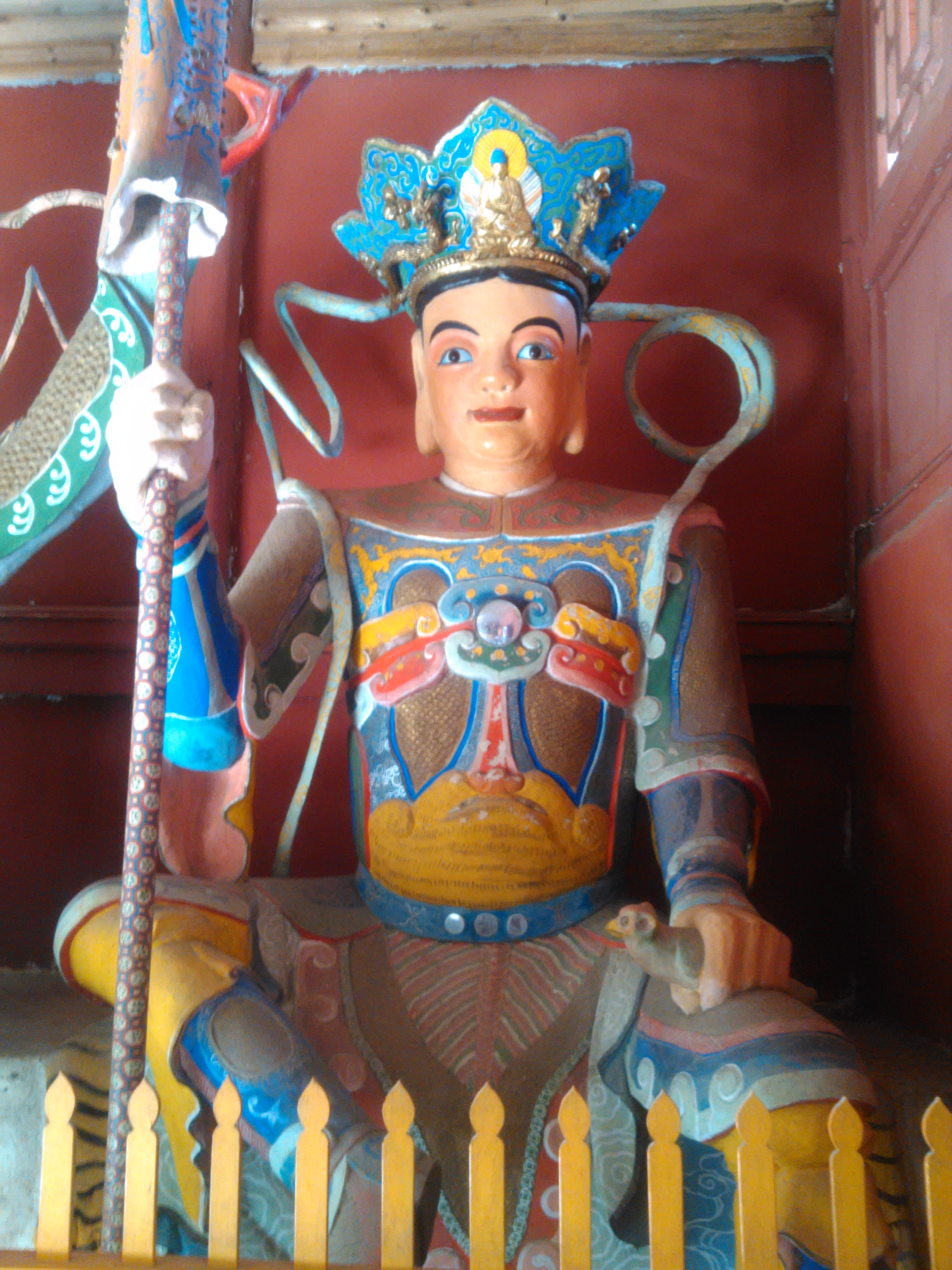
多聞天像（雲南省騰衝市の水映寺）
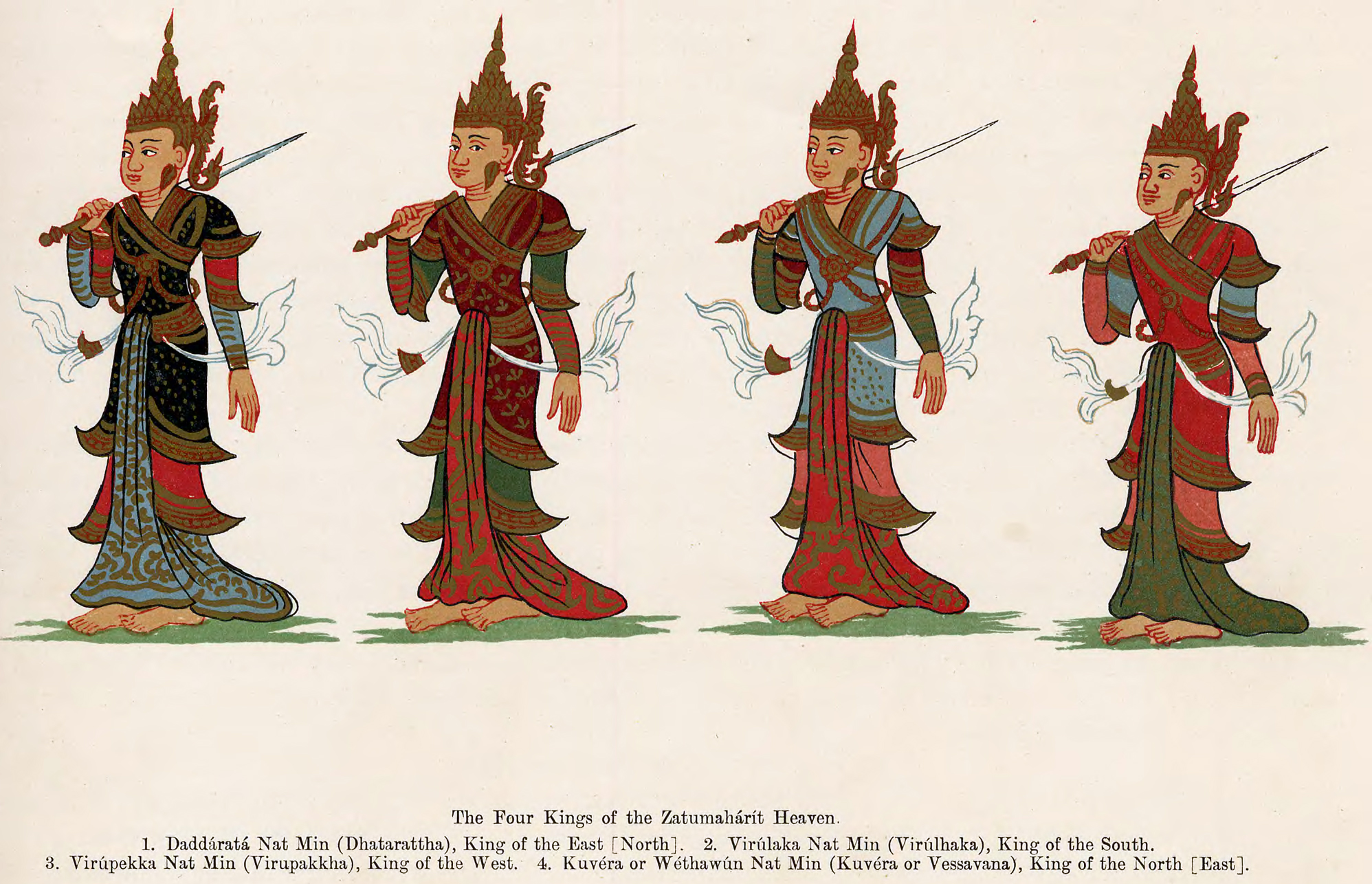
一番右がヴェッサヴァナー（多聞天）　1906年　ビルマ